# 林伍德萊克 (明尼蘇達州聖路易斯縣)
林伍德萊克（英語：Linwood Lake）是位於美國明尼蘇達州聖路易斯縣的一個未組織地區。

## 地方資料
林伍德萊克的面積為279.40平方千米，當中陸地面積為262.20平方千米，而水域面積為17.20平方千米。根據2000年美國人口普查的數據，當地共有人口54人，而人口密度為每平方千米0.19人。